# Aderus vagenotatus
Aderus vagenotatus es una especie de coleóptero de la familia Aderidae. Fue descrita científicamente por Maurice Pic en 1934.

## Distribución geográfica
Habita en Mozambique.